# 石盞女魯歡
石盞女魯歡（？—1233年），石盞姓，女真人，本名十六，是金朝末年的大臣。
初任河南统军使，1219年，西夏入侵陕西，金宣宗命他行平凉元帅府事，在镇戎军反击西夏，获得成功。三峰山之战后，1232年二月，女魯歡以行枢密院事守归德府。抵御住了蒙古帝国的进攻。1233年正月，金哀宗从南京开封府撤到归德府，以女魯歡为枢密副使、权参知政事。元帅蒲察官奴跋扈，发动兵变，杀死女魯歡，控制金哀宗。六月，金哀宗杀死蒲察官奴，迁往蔡州。次年正月，金朝灭亡。

## 延伸阅读
[在维基数据编辑]
 《金史·卷116》，出自脱脱《金史》